# Alessio Sarti
Pour les articles homonymes, voir Sarti.
Alessio Sarti est un footballeur italien né le 8 septembre 1979 à Florence. Il évolue au poste de gardien de but. Il fait 1,87 m.
Alessio Sarti a disputé un total de 58 matchs en Serie B avec les clubs de Ravenne et de Cesena.